# Эль-Регистан
Эль-Региста́н (арм. Էլ Ռեգիստան; настоящее имя — Габриэ́ль Арша́кович (Арка́дьевич) Урекля́нц (Урекля́н), арм. Ուրեկլյանց Գաբրիել Արշալույսի; 15 декабря 1899, Самарканд — 30 июня 1945, Москва) — советский журналист, писатель, фронтовой корреспондент. Соавтор (совместно с Сергеем Михалковым) слов Государственного гимна СССР (1945).

## Биография

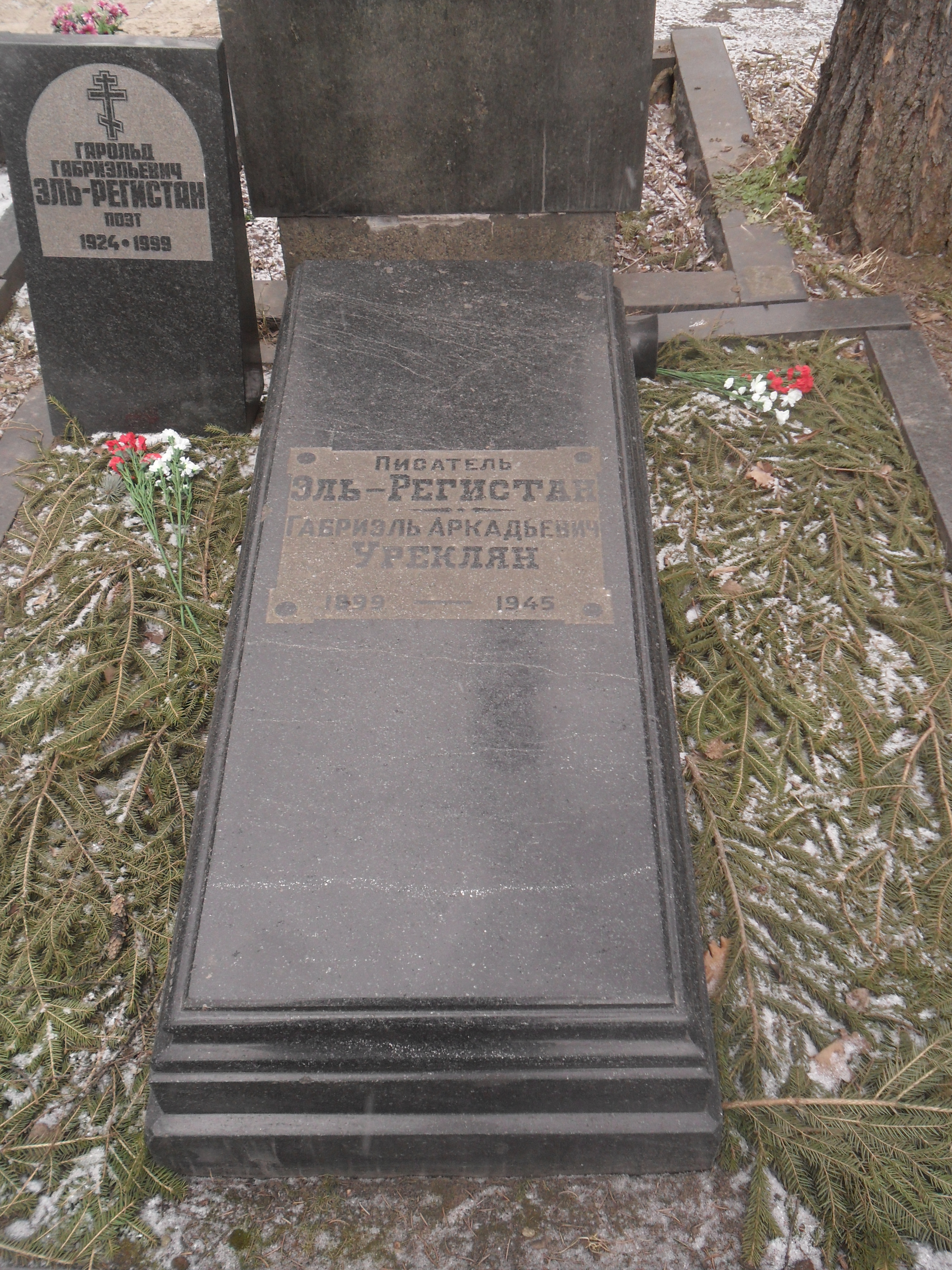
Могила Эль-Регистана на Новодевичьем кладбище Москвы

Габриэль Аршакович Уреклянц родился 15 декабря 1899 года в Самарканде (по другим источникам — в Тбилиси) в армянской семье. Отец — управляющий Самаркандской конторой Восточного общества, впоследствии руководил Самаркандским отделением Сибирского торгового банка. Свой литературный псевдоним образовал от сокращения имени «Габриэль» — Эль и архитектурного ансамбля Самарканда — площади Регистан.
Начинал журналистскую карьеру в газетах «Правда Востока», «Узбекистанская правда». Участвовал в кампании против архиепископа Луки (Войно-Ясенецкого).
В начале 1930-х переехал в Москву и стал корреспондентом газеты «Известия», писал фельетоны, очерки, путевые заметки (Беломорканал, Балхаш, Караганда, Тянь-Шань, Кузбасс, Магнитка, Сталинградский тракторный завод, Уралмаш, Сибмаш). Участвовал в Каракумском автопробеге, арктических перелётах. Знал несколько восточных языков. В годы Великой Отечественной войны был фронтовым корреспондентом газеты ВВС «Сталинский сокол», капитан.
В 1943 году совместно с Михалковым и Александровым написал Гимн СССР.
Автор сценария кинофильма «Джульбарс» (1936).
Автор книг «Необычное путешествие», «Следопыты далёкого Севера», «Стальной коготь», «Большой Ферганский канал» (1939), «Москва — Каракум — Москва».
Скончался 30 июня 1945 года в Москве. Похоронен на Новодевичьем кладбище.

## Семья
Дети:
- Сын — Гарольд Регистан (28 апреля 1924 — 4 ноября 1999), поэт.
- Дочь — Гаянэ (1939 г. р.).

Жена (2-й брак) — Валентина Григорьевна Галанина (1923  г. р., Хвалынск), артистка балета. Преподавала в Хореографическом училище при Большом театре в Москве; у неё учились Екатерина Максимова, Марина Леонова и др.

## Награды
Награждён орденами Красного Знамени, Отечественной войны 2-й степени и Красной Звезды, а также медалями.

## Сочинения
- Москва — Каракум — Москва. — М., 1934 (в соавторстве с Л. Бронтманом).
- На земле племени иомудов. — М., 1934 (в соавторстве с Л. Бронтманом).
- О любви и гордости. — Ташкент, 1934.
- Необычайное путешествие. — М., 1936.
- Следопыты далекого Севера. — М.—Л., 1937 (в соавторстве с Д. Дебабовым).
- Большой Ферганский канал. — М., 1939.
- Стальной коготь. — М.—Л., 1940.